# Campeonato Europeo de Tenis de Mesa de 2024
El XXXVIII Campeonato Europeo de Tenis de Mesa se celebró en Linz (Austria) entre el 15 y el 20 de octubre de 2024 bajo la organización de la Unión Europea de Tenis de Mesa (ETTU) y la Federación Austríaca de Tenis de Mesa.
Las competiciones se realizaron en la Arena Linz.

## Medallistas

### Masculino
| Evento             | Oro                                | Plata                                     | Bronce                                                                                                |
| ------------------ | ---------------------------------- | ----------------------------------------- | --- |
| Individual (20.10) | Alexis Lebrun Francia              | Benedikt Duda · Alemania                  | Dimitrij Ovtcharov · Alemania Truls Möregårdh · Suecia                                                |
| Dobles (20.10)     | Alexis Lebrun Félix Lebrun Francia | Anton Källberg · Truls Möregårdh · Suecia | Maciej Kolodziejczyk · Austria · Vladislav Ursu · Moldavia Kristian Karlsson · Mattias Falck · Suecia |

### Femenino
| Evento             | Oro                                                             | Plata                                                  | Bronce                                                                                              |
| ------------------ | --------------------------------------------------------------- | ------------------------------------------------------ | --------------------------------------------------------------------------------------------------- |
| Individual (20.10) | Sofia Polcanova · Austria                                       | Bernadette Szőcs · Rumania                             | María Xiao · España Nina Mittelham · Alemania                                                       |
| Dobles (20.10)     | Hana Matelová · República Checa · Barbora Balážová · Eslovaquia | Sofia Polcanova · Austria · Bernadette Szőcs · Rumania | Izabela Lupulesku · Sabina Šurjan · Serbia Natalia Bajor · Polonia · Tatiana Kukuľková · Eslovaquia |

### Mixto
| Evento         | Oro                                 | Plata                                     | Bronce                                                                                 |
| -------------- | ----------------------------------- | ----------------------------------------- | -------------------------------------------------------------------------------------- |
| Dobles (18.10) | Álvaro Robles · María Xiao · España | Robert Gardos · Sofia Polcanova · Austria | Simon Gauzy · Prithika Pavade · Francia Patrick Franziska · Annett Kaufmann · Alemania |

## Medallero
| Núm. | País            | Oro | Plata | Bronce | Total |
| ---- | --------------- | --- | ----- | ------ | ----- |
| 1    | Francia         | 2   | 0     | 1      | 3     |
| 2    | Austria         | 1   | 2     | 1      | 4     |
| 3    | Eslovaquia      | 1   | 0     | 1      | 2     |
| 3    | España          | 1   | 0     | 1      | 2     |
| 5    | República Checa | 1   | 0     | 0      | 1     |
| 6    | Rumania         | 0   | 2     | 0      | 2     |
| 7    | Alemania        | 0   | 1     | 3      | 4     |
| 8    | Suecia          | 0   | 1     | 2      | 3     |
| 9    | Moldavia        | 0   | 0     | 1      | 1     |
| 9    | Polonia         | 0   | 0     | 1      | 1     |
| 9    | Serbia          | 0   | 0     | 1      | 1     |
|      | TOTAL           | 6   | 6     | 12     | 24    |